# Trapani
Trapani er en italiensk by (og kommune) i regionen Sicilien i Italien, med omkring 55.559(2023) indbyggere.  